# Erik Boettcher

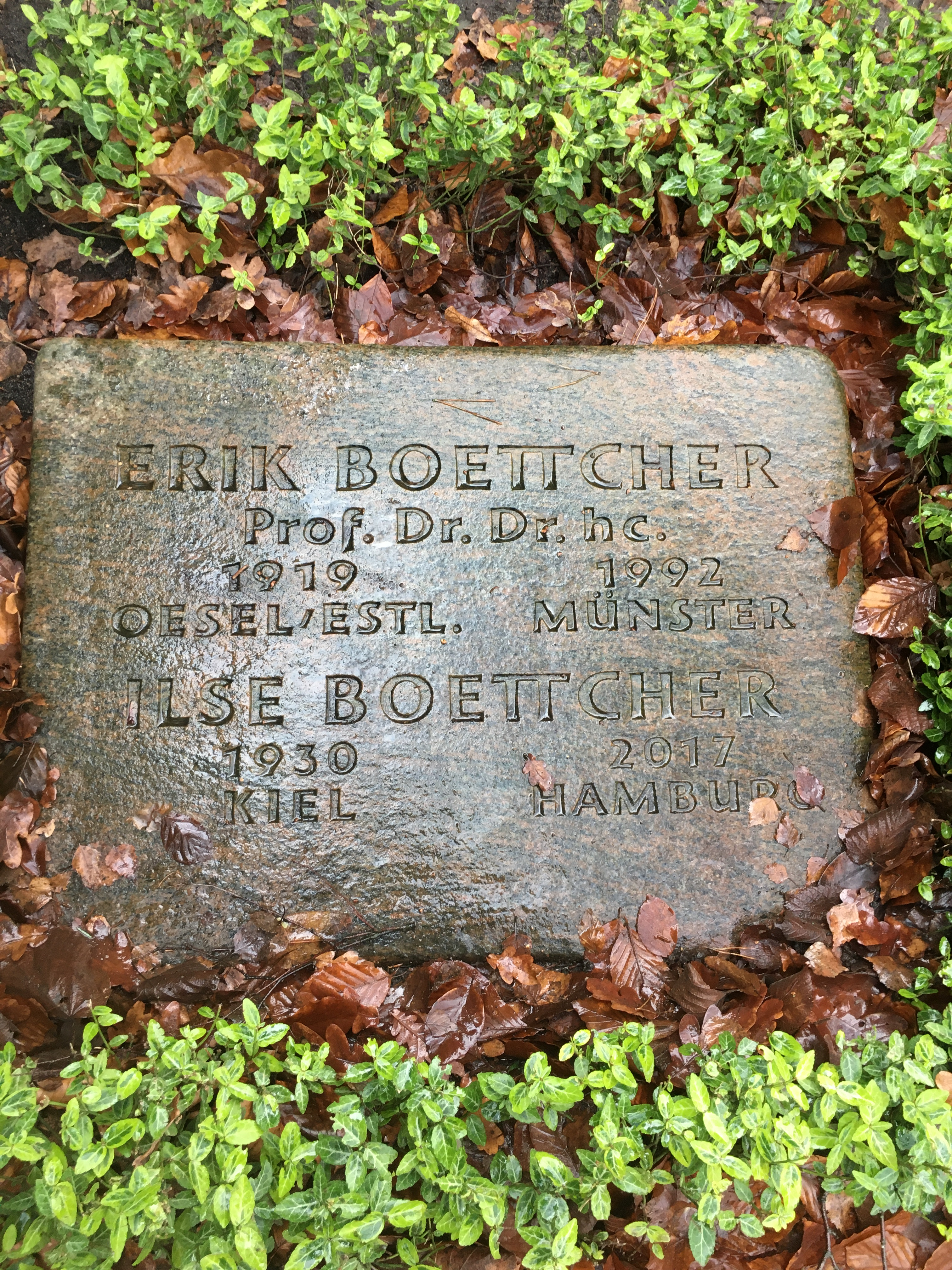
Grabstätte Erik Boettcher auf dem Friedhof Ohlsdorf

Erik Boettcher (* 27. April 1919 in Arensburg; † 22. Februar 1992 in Münster) war ein deutsch-baltischer Wirtschaftswissenschaftler.

## Leben
Erik Boettcher wurde als Sohn eines zaristischen Offiziers geboren. Seine Mutter entstammte einer Adelsfamilie auf der Insel Ösel. Im Zuge der russischen Revolution zog die Familie in das litauische Kaunas, wo Boettcher das Gymnasium besuchte und von 1937 bis 1940 Maschinenbau studierte. Im Mai 1941 musste er Litauen als Heimatvertriebener verlassen und wurde zur Wehrmacht eingezogen.
Nach Kriegsende kam Boettcher 1947 nach Schleswig-Holstein und begann ein weiteres Studium der Nationalökonomie an der Universität Kiel. Dort promovierte er 1951 bei Gerhard Mackenroth mit der Schrift Das System der Planung und Lenkung und der Bedeutungswandel verkehrswirtschaftlicher Grundbegriffe in der sowjetischen Wirtschaftsordnung. Danach holte ihn Heinz-Dietrich Ortlieb an die Universität Hamburg, wo Boettcher unter Ortliebs Betreuung 1960 mit der Dissertation über Die sowjetische Wirtschaftspolitik am Scheidewege habilitierte.
1960 übernahm Boettcher eine Professur an der Universität Hohenheim, wechselte aber bereits 1963 an die Universität Münster, wo er bis zu seiner Emeritierung 1984 als geschäftsführender Direktor das Institut für Genossenschaftswesen leitete. Boettchers Betätigungsfeld war die Funktionsweise von Wirtschaftssystemen, beispielsweise der Volkswirtschaften im damaligen Ostblock, oder die soziale Ausgestaltung der Marktwirtschaft durch Arbeitnehmermitbestimmung. Auch war ihm an der Übernahme seiner Vorstellungen durch andere Länder gelegen, in erster Linie galt dies für Lateinamerika.
Gemeinsam mit Eberhard Dülfer und Walter Hamm gehörte Boettcher 1969 zum Gründungsvorstand der Arbeitsgemeinschaft genossenschaftswissenschaftlicher Institute e. V. Die Universität Hohenheim verlieh ihm am 23. April 1986 die Ehrendoktorwürde.
Erik Boettcher verstarb 72-jährig in Münster und wurde auf dem Hamburger Friedhof Ohlsdorf beigesetzt. Die Grabstätte ist erhalten und befindet sich im Planquadrat D 21 auf dem Grabfeld des Deutsch-Baltischen Friedhofsvereins am Fußgängereingang Edwin-Scharff-Ring.

## Veröffentlichungen (Auswahl)
- 1956: Die Auswirkungen veränderter Sozialstruktur auf die Wohnungswirtschaft, Hammonia-Verlag, Hamburg
- 1964: Planungsprobleme im sowjetischen Wirtschaftssystem (mit Karl Thalheim), Verlag Duncker & Humblot, Berlin
- 1974: Kooperation und Demokratie in der Wirtschaft, Verlag Mohr, Tübingen, ISBN 978-3-16-335881-2
- 1976: Richtlinien für das Anfertigen von wissenschaftlichen Arbeiten auf dem Gebiete der Wirtschaftswissenschaften (mit Ulrich Leffson), Verlag Neue Wirtschaftsbriefe, Berlin/Herne, ISBN 978-3-482-70661-5
- 1980: Die Genossenschaften: Begriff und Arten, Funktionen und Recht sowie wirtschaftspolitische Bedeutung, Westfälische Wilhelms-Universität, Münster
- 1980: Die Genossenschaft in der Marktwirtschaft: einzelwirtschaftliche Theorie der Genossenschaften, Verlag Mohr, Tübingen, ISBN 978-3-16-335891-1
- 1980: Vermögenspolitik im sozialen Rechtsstaat, Verlag Mohr, Tübingen, ISBN 978-3-16-344958-9